# Dystomorphus
Dystomorphus es un género de escarabajos longicornios de la subfamilia Lamiinae. Fue descrito por Maurice Pic en 1926.

## Especies
- Dystomorphus diversus Holzschuh y Lin, 2017
- Dystomorphus esakii Hayashi, 1974
- Dystomorphus nigrosignatus Pu, Wang y Li, 1998
- Dystomorphus niisatoi Holzschuh y Lin, 2017
- Dystomorphus notatus Pic, 1926
- Dystomorphus piceae Holzschuh, 2003
- Dystomorphus sichuanensis Yu, 1994